# (52747) 1998 HM151
1998 إتش أم 151 (ويعرف أيضًا باسم (52747) 1998 إتش أم 151 وفق تسمية الكوكب الصغير) (بالإنجليزية: 1998 HM151)‏ هو كويكب ضمن حزام الكويكبات؛ وترتيبه 52747 من حيث الاكتشاف.
اكتُشف هذا الجُرم الفلكي بواسطة مرصد مونا كيا في 29 أبريل 1998.

## وصلات خارجية
- (52747) 1998 HM151 في قاعدة بيانات مختبر الدفع النفاث لأجرام النظام الشمسي الصغيرة

- الاكتشاف · مخطط المدار ·  العناصر المدارية · المعلمات المادية

- (52747) 1998 HM151 على موقع ويكي سكاي: DSS2, SDSS, GALEX, IRAS, Hydrogen α, X-Ray, Astrophoto, Sky Map, Articles and images